# Sant'Agostino tra i flagellanti
Sant'Agostino tra i flagellanti è un dipinto a olio tela di seta (115x83 cm) di Pinturicchio, databile al 1500 e conservato nella Galleria nazionale dell'Umbria di Perugia.

## Storia
L'opera era un gonfalone processionale della compagnia dei flagellanti di Sant'Agostino a Perugia, entrata dopo la soppressione nella Galleria nazionale. L'opera venne donata alla galleria nel 1868, dal conte perugino Silvestro Friggeri Boldrini. 

## Descrizione e stile
Il santo, in un prezioso abito vescovile, si staglia su un fondo oro a motivi che ricordano l'arte tessile, come se si trattasse di una drappo appeso. È uno stilema tipico delle opere umbre del pittore dopo il soggiorno a Roma alla corte di Alessandro VI, in cui fu contagiato dal gusto sontuoso e sovraccarico di decorazioni ispano-moresco, richiesto dal papa in omaggio alla sua terra d'origine. Il santo, che tiene aperto un libro con alcuni suoi scritti, ha un bastone pastorale scolpito e numerosi gioielli e gemme, sia sui guanti (anelli e una spilla) che sulla mitria e sul bordo del mantello.
Ai suoi piedi sono inginocchiati, con proporzioni gerarchiche, due confratelli flagellanti, a fianco degli emblemi della compagnia.